# Wilhelm Weber (admirál)
Wilhelm Franz Maria Weber (30. září 1852 Gmünd – 25. listopadu 1929 Salzburg) byl rakousko-uherský admirál. Jako absolvent námořní akademie sloužil u c. k. námořnictva od roku 1873, vyznamenal se především během boxerského povstání v Číně. Svou kariéru zakončil jako velitel námořní základny v Terstu (1905–1907). Po odchodu do výslužby byl povýšen na viceadmirála (1911).

## Biografie

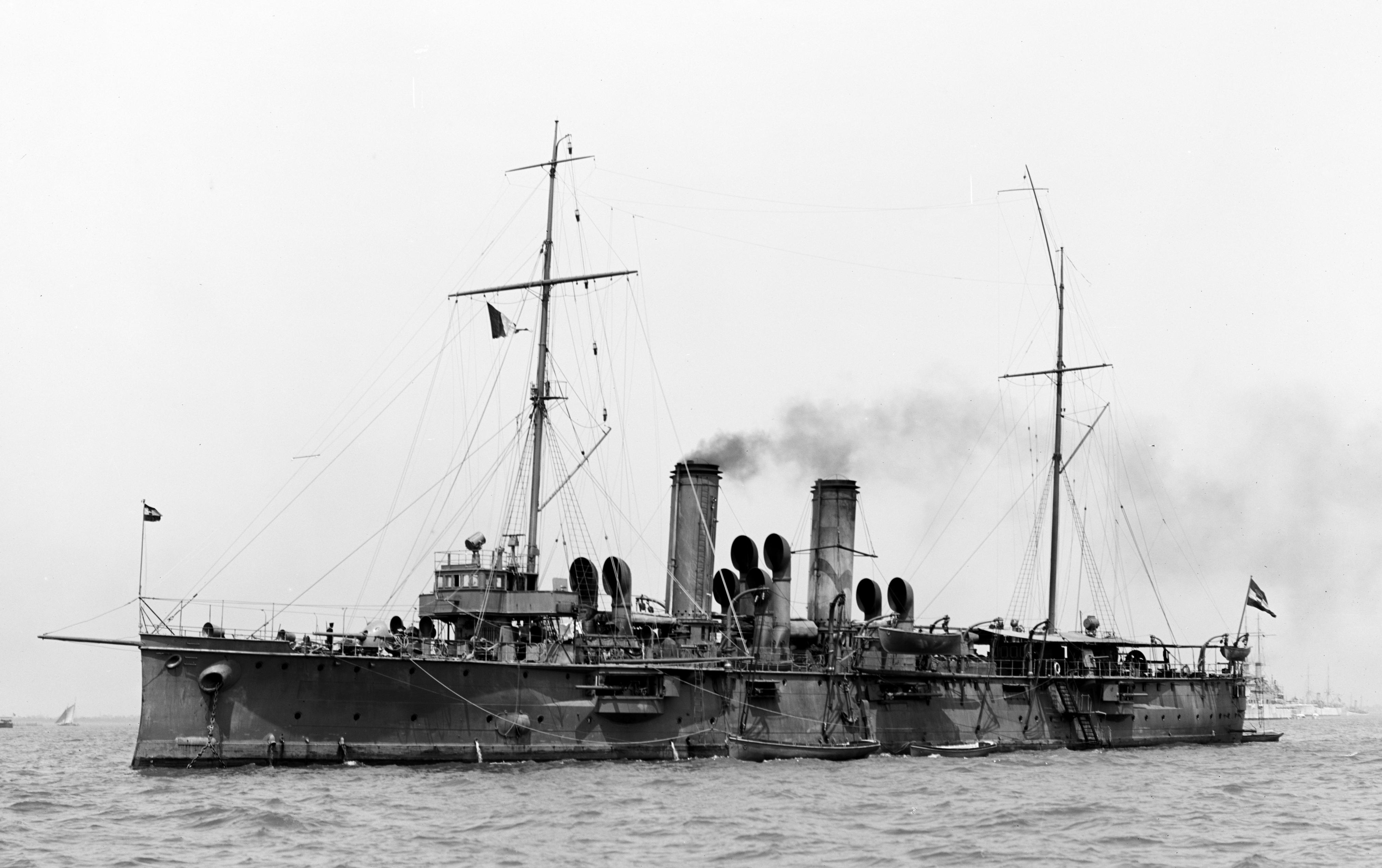
Křižník SMS Aspern, vlajková loď kapitána Webera během boxerského povstání v Číně

Narodil se do rodiny nájemce statku a ve svém rodišti absolvoval reálku. V letech 1869–1873 studoval na C. k. námořní akademii v Rijece a poté vstoupil jako kadet k námořnictvu. Na lodích SMS Minerva a SMS Habsburg se plavil po Středomoří a v letech 1871–1873 absolvoval cestu na Dálný východ na korvetě SMS Fasana. V roce 1873 získal hodnost praporčíka a v dalších letech působil u Hydrografického úřadu v Pule nebo u námořních jednotek na pevnině. Několikrát zastával funkci osobního pobočníka vrchního velitele námořnictva admirála Millosicze a postupoval v hodnostech (poručík II. třídy 1882, poručík II. třídy 1885). Vykonával službu na dělových člunech a torpédových křižnících a v letech 1892–1893 na korvetě SMS Frundsberg absolvoval cestu do Ameriky.
K datu 1. listopadu 1894 byl povýšen na korvetního kapitána, byl prvním důstojníkem na kasematové lodi SMS Kaiser Max a v letech 1894–1896 velitelem lodi SMS Bellona. Dne 1. listopadu 1897 obdržel hodnost fregatního kapitána, byl technickým referentem u oblastního námořního velitelství v Terstu a prvním štábním důstojníkem u sborového námořního velitelství v Pule. Jako velitel chráněného křižníku SMS Aspern se v letech 1900–1901 zúčastnil rakousko-uherské výpravy v rámci mezinárodního zákroku proti boxerskému povstání v Číně. Mezitím byl povýšen na kapitána řadové lodi (1. listopadu 1900) a na zpáteční cestu do Evropy převzal velení křižníku SMS Kaiserin Elisabeth. Po návratu z východní Asie byl znovu přidělen ke sborovému námořnímu velitelství v Pule, kde zastával funkci zástupce velitele arzenálu (1901–1902).
V letech 1903–1905 byl velitelem pevnosti a přístavu Castelnuovo (dnes Herceg Novi v Černé Hoře) a ke dni 1. listopadu 1905 byl povýšen do hodnosti kontradmirála. V roce 1905 krátce zastával funkci prezidenta Námořní technické kontrolní komise a nakonec byl velitelem oblastního námořního velitelství v Terstu (1905–1907). K datu 1. listopadu 1907 byl penzionován a mimo aktivní službu později získal hodnost viceadmirála (31. ledna 1911).

## Řády a vyznamenání
Během služby u námořnictva se stal nositelem několika ocenění v Rakousku-Uhersku i v zahraničí.

### Rakousko-Uhersko
- Válečná medaile (1879)
- Služební odznak pro důstojníky III. třídy (1894)
- Jubilejní pamětní medaile (1898)
- Řád železné koruny III. třídy (1907)
- Vojenský jubilejní kříž (1908)

### Zahraničí
- Řád zářící hvězdy II. třídy (1893, Zanzibar)
- Řád sv. Stanislava II. třídy (1906, Rusko)